# لنگریش
لنگریش (به انگلیسی: Langrish) یک روستا و محله مدنی در بریتانیا است که در ایست همپشر واقع شده‌است. لنگریش ۲۹۷ نفر جمعیت دارد.